# لرد جیم (فیلم ۱۹۲۵)
لرد جیم (انگلیسی: Lord Jim) فیلمی صامت در سبک درام به کارگردانی ویکتور فلمینگ با بازی پرسی مارمونت، نوا بیری و دوک کاهاناموکو است که در سال ۱۹۲۵ منتشر شد. این فیلم بر اساس رمانی به همین نام نوشته جوزف کنراد ساخته شده است.

## بازیگران
- پرسی مارمونت - لرد جیم
- شرلی میسون - جوئل
- نوا بیری، سینیور - کاپیتان براون
- کریسپین مارتین - یکی از خدمه براون (در عنوان‌بندی ذکر نشده)
- دوک کاهاناموکو - تمب ایتم
- هری تنبروک - ملوانی که به دنبال آب می‌رود (در عنوان‌بندی ذکر نشده)
- ریموند هاتون - کورنلیوس
- ویلیام «بیل» هنری کودک ولگرد خیابانی (در عنوان‌بندی ذکر نشده)